# 卡蓋爾鎮區 (阿肯色州范布倫縣)
卡蓋爾鎮區（英語：Cargile Township）是位於美國阿肯色州范布倫縣的一個行政鎮區。

## 地方資料
卡蓋爾鎮區的面積為38.29平方千米，當中陸地面積為38.29平方千米，而水域面積為0.00平方千米。根據2010年美國人口普查的數據，當地共有人口395人，而人口密度為每平方千米10.32人。